# ديفيد س. نيكولز
ديفيد س. نيكولز (بالإنجليزية: David C. Nichols)‏ هو ضابط أمريكي، ولد في 4 أغسطس 1962 في نيوبورت في الولايات المتحدة.